# Louvignies-Quesnoy

Louvignies-Quesnoy este o comună în departamentul Nord, Franța. În 1 ianuarie 2022 avea o populație de 903 de locuitori.